# 牛津鎮區 (伊利諾伊州亨利縣)
牛津鎮區（英語：Oxford Township）是位於美國伊利諾伊州亨利縣的一個行政鎮區。

## 地方資料
根據2010年美國人口普查的數據，牛津鎮區的面積為92.20平方千米，當中陸地面積為92.10平方千米，而水域面積為0.10平方千米。當地共有人口1175人，而人口密度為每平方千米12.74人。